# Jaksonowice

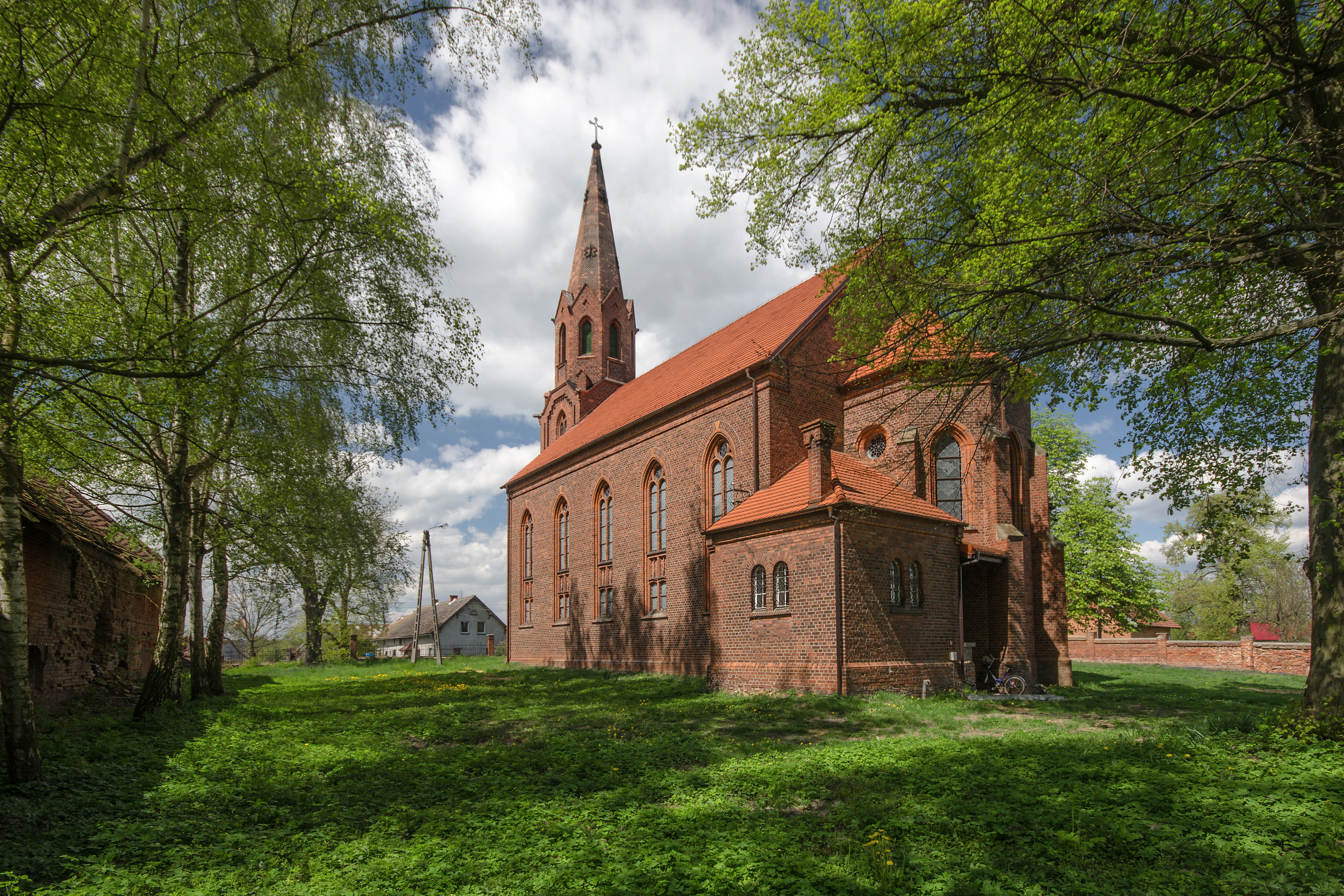
Kirche Himmelfahrt Christi

Jaksonowice (deutsch Jackschönau) ist ein Ort in der Landgemeinde Długołęka im Powiat Wrocławski der Woiwodschaft Niederschlesien in Polen.

## Sehenswürdigkeiten
- Römisch-katholische Filialkirche Himmelfahrt Christi, vormals evangelisch. Die neugotische Saalkirche mit stilgleicher Ausstattung wurde 1881–1883 errichtet.
- Überreste einer Grabkapelle an der Friedhofsmauer. Die später eingemauerte Sandsteinplatte enthält die Wappen der Familien von Scheliha und von Eicke.